# Miquel Planàs Mora
Miquel Planàs Mora (Reus, 26 de setembre de 1861 - Barcelona, novembre de 1915) va ser un músic i compositor català.

## Biografia
Germà de l'escriptor Faustí Planàs i pare del músic Antoni Planàs, mostrà afició per la música des de nen, i amb cinc anys va començar a estudiar música amb Gabriel Palmé. Després va tenir de mestres a Antoni Fortuny, oncle del pintor Marià Fortuny, i a Francesc Vidal de composició, contrapunt i harmonia.
Amb 13 anys va estrenar la simfonia a tota orquestra La primera Il·lusió al Teatre Principal, amb èxit. Va fundar i dirigir l'escolania del Santuari de Misericòrdia de Reus, va ser organista a la parròquia de sant Francesc i professor de música a l'Institut d'aquella ciutat. Va escriure diverses peces de música religiosa, de les que en destaca una missa per orquestra, orgue i arpa.
El 1885 va ser nomenat mestre de capella de la parròquia de la Sang de Reus. El 1890 creà la Banda Municipal de Reus. Entre 1876 i 1905 va compondre ballables, simfonies, sarsueles i himnes, a més de música religiosa. Va compondre també la música pel sainet Lo jueu de l'Arraval de Reus, del seu amic Domènec Font. Cap a la dècada dels vuitanta del segle xix, Miquel Planàs va "escriure en solfa" el Ballet i la Marxa dels gegants de Reus, que se segueixen interpretant actualment.
Va col·laborar a la revista Reus Artístich i a Lo Somatent amb temes musicals. Cambrils el va nomenar fill adoptiu i li ha dedicat un carrer.